# Thomas Mellewigt
Thomas Mellewigt (* 1963 in Remscheid; † 7. Juni 2021) war ein deutscher Professor für Betriebswirtschaftslehre und Management an der Freien Universität Berlin.

## Leben und Werk
Mellewigt absolvierte zwischen 1982 und 1985 zunächst eine Ausbildung zum Bankkaufmann bei der Commerzbank. Dem schloss er unmittelbar ein Studium der Betriebswirtschaftslehre an der Universität Paderborn an, das er 1990 abschloss. 1991 wurde er wissenschaftlicher Mitarbeiter am Lehrstuhl für „Allgemeine Betriebswirtschaftslehre und Organisation“ von Rolf Bronner an der Universität Mainz. Dort wurde er im März 1995 mit der Arbeit Konzernorganisation und Konzernführung – eine empirische Untersuchung börsennotierter Konzerne promoviert. Bereits im Januar 1995 hatte er eine Stellung bei o.tel.o communications angetreten, wo er später zum Abteilungsleiter aufstieg. Im Oktober 1998 kehrte er zurück in die Forschung und wurde wissenschaftlicher Assistent an der Universität Mainz. Im Dezember 2002 habilitierte er sich dort und erhielt die Venia legendi für Betriebswirtschaftslehre. Zum Sommersemester 2003 trat er die Professur für Betriebswirtschaftslehre, insbesondere Organisation an der Universität Leipzig an. Im Oktober 2004 wechselte er auf den Lehrstuhl für Organisation und Unternehmensführung, insbesondere Medienwirtschaft an die Universität Paderborn. Von Oktober 2006 bis Oktober 2015 hatte er an der Freien Universität Berlin die Stiftungsprofessur der Deutsche Telekom Stiftung für Unternehmensführung, insbesondere Wertschöpfungsorientiertes Wissensmanagement inne. 2015 wechselte er innerhalb der FU Berlin auf den Lehrstuhl für strategisches Management, den er seitdem innehatte.
Mellewigts Forschungsschwerpunkte lagen vor allem bei Unternehmenskooperationen im Bereich strategischer Allianzen, im Outsourcing und in den Organizational Economics.

## Schriften (Auswahl)
- Konzernorganisation und Konzernführung: Eine empirische Untersuchung börsennotierter Konzerne. Peter Lang, Frankfurt am Main 1995, ISBN 978-3-631-48466-1 (Dissertation).
- Management von strategischen Kooperationen: Eine ressourcenorientierte Untersuchung in der Telekommunikationsbranche. Deutscher Universitätsverlag, Wiesbaden 2003, ISBN 978-3-8244-9123-0 (Habilitationsschrift).
- mit Kay Höppner: Outsourcing im Bankbereich: Ein Praxisbericht. Universitätsverlag, Paderborn 2005.
- mit Alexander Hickel und Anna Krzeminska: Sourcingstrategien in ausgewählten Branchen: Ein Praxisbericht. Universitätsverlag, Berlin 2007, ISBN 978-3-9809721-7-8.